# سیارک ۳۱۹۳۱
سیارک ۳۱۹۳۱ (به انگلیسی: 31931 Sipiera، نامگذاری:2000GW82) سی و یک هزار و نهصد و سی و یکمین سیارک کشف شده‌است که در ۱۰ آوریل ۲۰۰۰ کشف شد.